# فرودگاه صحرایی فیرفیلد (اوهایو)
فرودگاه صحرایی فیرفیلد (اوهایو) (به انگلیسی: Fairfield County Airport (Ohio)) یک فرودگاه همگانی بهره‌برداری هوایی است که یک باند فرود آسفالت دارد و طول باند آن ۱۵۲۵ متر است. این فرودگاه در کشور ایالات متحده آمریکا قرار دارد و در ارتفاع ۲۶۵ متری از سطح دریا واقع شده است.